# Alfredo Freixedo Alemparte
Alfredo Freixedo Alemparte (Carballiño, 1946) es un arquitecto gallego.

## Trayectoria
Obtuvo el título de Arquitecto por la Escuela Técnica Superior de Arquitectura de Madrid.
Es Profesor en el área de Proyectos arquitectónicos del departamento de Proyectos arquitectónicos y Urbanismo de la Universidad de la Coruña e imparte clase en la Escuela Técnica Superior de Arquitectura de la Coruña.

## Obras

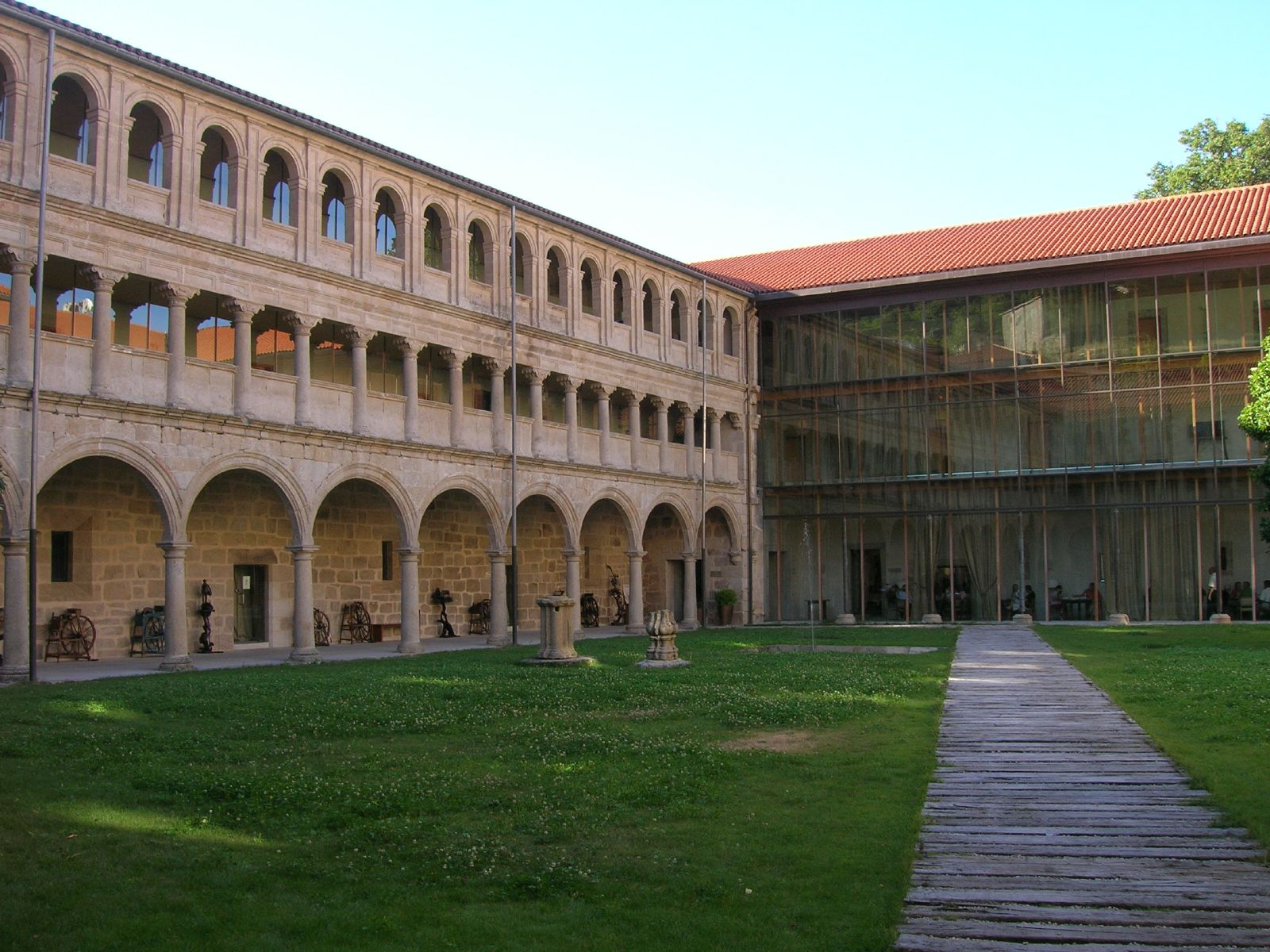
Mosteiro de Santo Estevo. Claustro.

- Tres viviendas unifamiliares en la Derrasa (Santa Marta de Moreiras, O Pereiro de Aguiar). En colaboración con el arquitecto Iago Seara.
- Rehabilitación del Monasterio de San Esteban de Ribas de Sil en Nogueira de Ramuín. En colaboración con los arquitectos Javier Suances y Manuel Vecoña
- Vivienda unifamiliar en Bentraces (Barbadás) (2004). En colaboración con el arquitecto Tomás Valente Lloves.

## Premios
- Premio en el IV Premio COAG de Arquitectura (1990) por la obra Tres viviendas unifamiliares en la Derrasa.[2]
- Premio Juana de Vega de Arquitectura 2005 por la obra Vivienda unifamiliar en Bentraces[3]